# Ivory Pinnacles
Die Ivory Pinnacles (englisch für Elfenbeinzinnen, in Chile Cumbres Ivory ‚Elfenbeingipfel‘) sind zwei 1120 m hohe und vereiste Berge im nördlichen Grahamland auf der Antarktischen Halbinsel. Sie ragen 17,5 km südöstlich des Kap Kjellman an der Westflanke des Pettus-Gletschers auf.
Wissenschaftler des Falkland Islands Dependencies Survey, die 1948 die Kartierung vornahmen, gaben ihnen ihren deskriptiven Namen.